# Johannes Mildbraed
Gottfried Wilhelm Johannes Mildbraed, född den 19 december 1879, död den 24 december 1954 i Berlin, var en tysk botaniker specialiserad på bladmossor, ormbunksväxter och fröväxter. Han är känd för sitt arbete med familjen Stylidiaceae. Mildbraed har fått släktet Mildbraediodendron uppkallat efter sig.
Auktorsnamnet Mildbr. kan användas för Johannes Mildbraed i samband med ett vetenskapligt namn inom botaniken; se Wikipediaartiklar som länkar till auktorsnamnet.